# Chantal Kelly

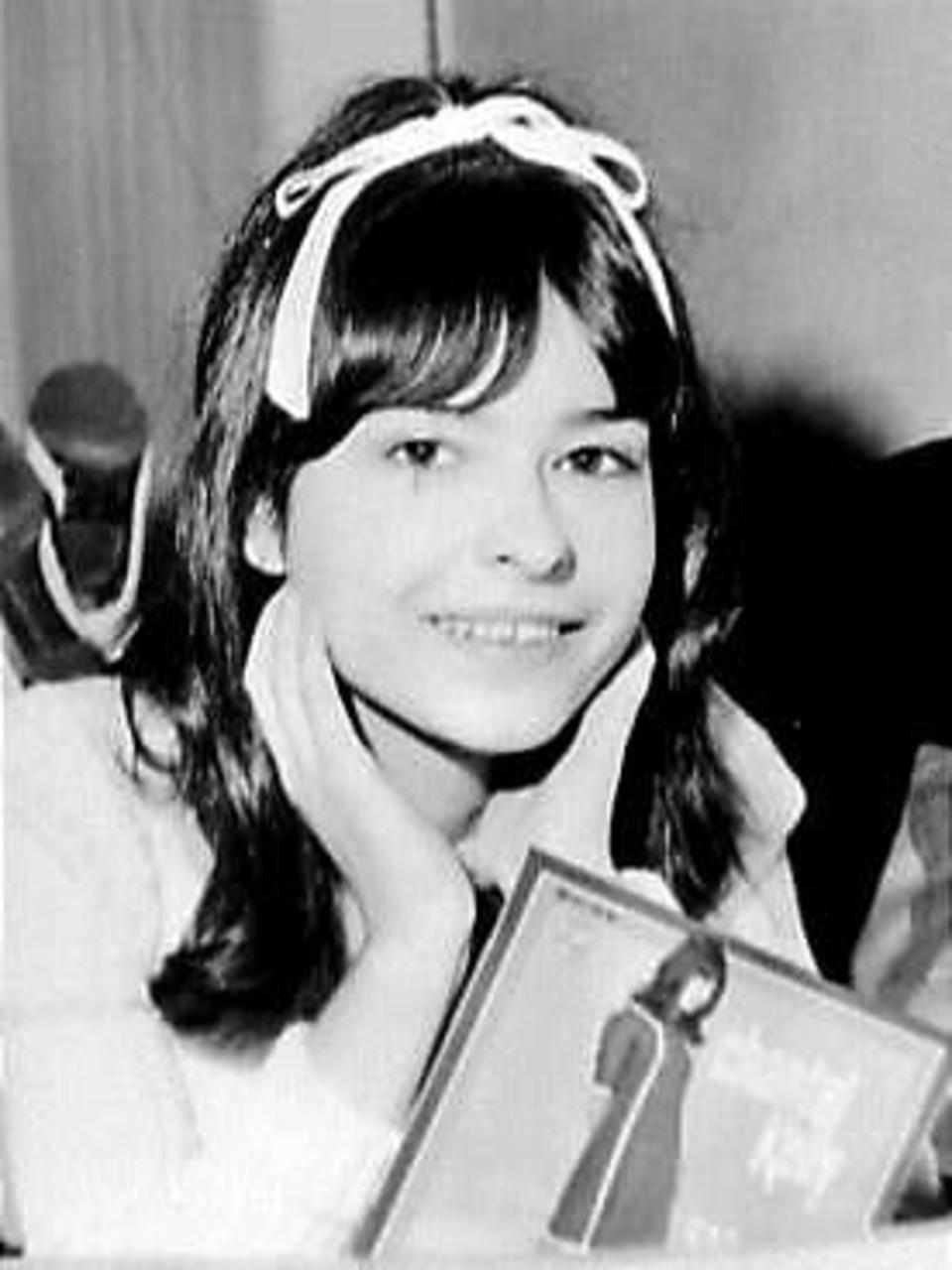
Chantal Kelly, 1966

Chantal Kelly (* 8. April 1950 als Chantal Bassignani in Marseille), auch bekannt als Chantal Bassi, ist eine ehemalige französische Pop-, Schlager- und Yéyé-Sängerin.

## Leben
Bassignanis Musikerkarriere begann Anfang der 1960er Jahre. Nachdem sie Gesangsunterricht nahm und eine Hörprobe an Philips Records schickte, nahm Philips Records sie unter Vertrag und produzierte 1965 mit ihr unter dem Künstlernamen Chantal Kelly ihre erste Single Caribou, die 1966 veröffentlicht wurde. Die Lieder wurden von Claude Bolling und Cris Carol (Christiane Kauffmann) komponiert. Aufgrund des großen Erfolges ihrer ersten Single nahm sie darauf folgend in Zusammenarbeit mit Cris Carol, Jean-Michel Rivat, Charles Level und Joe Dassin die EP Notre prof d'anglais und direkt danach die EP Interdit aux moins de 18 ans in Zusammenarbeit mit Cris Carol, Gérard Manset und Jean-Jacques Debout auf.
Auf die ersten Aufnahmen folgten mehrere Tourneen mit Michel Delpech, Jacques Dutronc und Johnny Hallyday und ein Engagement als Werbefigur für den französischen Spielzeug- und Sammlerpuppenhersteller Bella.
Bis 1969 veröffentlichte Kelly noch weitere Tonträger und beendete ihre bisherige Gesangskarriere. Sie plante für die Zukunft eigene Texte zu schreiben und eigene Lieder zu komponieren.
Anfang der 1980er Jahre veröffentlichte sie unter dem Namen Chantal Bassi bei CBS Records ein Album und eine Single, die dem Europop zuzuordnen sind. Nach diesen beiden Veröffentlichungen beendete sie ihre Gesangskarriere und war fortan als Songwriter und vereinzelt als Backgroundsängerin tätig.

## Diskografie

### Alben

#### Als Chantal Kelly
- 1966: Interdit aux moins de 18 ans (Philips Records)

#### Als Chantal Bassi
- 1980: Chantal Bassi (CBS Records)

### Extended Player

#### Als Chantal Kelly
- 1965: Caribou (Philips Records)
- 1966: Notre prof d'anglais (Philips Records)
- 1966: Interdit aux moins de 18 ans (Philips Records)
- 1967: La fille aux pieds nus (Philips Records)
- 1967: C'est toujours la même chanson (Philips Records)

### Singles

#### Als Chantal Kelly
- 1965: Caribou / Ne perds pas ton temps (Philips Records)
- 1966: Eté 1966 (Le château de sable / Rien qu'une guitare, Philips Records)
- 1966: Notre prof d'anglais / Je n'ai jamais vraiment pleuré (Philips Records)
- 1966: Les Poupées d'aujourd'hui / Toi Mon Magicien (Philips Records)
- 1967: C'est toujours la même chanson / J'écoute cet air-là (Philips Records)
- 1968: La chanson du coucou / Bioulou, Bioulou (Disques Mouloudji)
- 1969: Fragola / Le vieux pin (Disques Mouloudji)

#### Als Chantal Bassi
- 1981: À peine inhumaine / Serviteur (CBS Records)